# Александров Сергій Кирилович
Сергій Кирилович Александров (27 листопада 1919, село Семиговка Смоленської губернії, тепер Хіславицького району Смоленської області, Російська Федерація — 18 січня 1966, місто Новгород, тепер Великий Новгород, Російська Федерація) — радянський державний діяч, голова Новгородського облвиконкому. Депутат Верховної ради РРФСР 6-го скликання.

## Життєпис
Народився в селянській родині. У 1934 році вступив до комсомолу.
Закінчив сільськогосподарський інститут.
З 1941 року служив у Червоній армії, учасник німецько-радянської війни. Був на комсомольській та партійно-політичній роботі у військах. Воював на Південно-Західному, Воронезькому, 3-му Українському фронтах.
Член ВКП(б) з 1942 року.
Після демобілізації, в 1946—1949 роках — інструктор, завідувач сектору Новгородського обласного комітету ВКП(б).
У 1949—1951 роках — 1-й секретар Окуловського районного комітету ВКП(б) Новгородської області.
Закінчив Вищу партійну школу при ЦК КПРС у Москві.
До 1959 року — інструктор сільськогосподарського відділу ЦК КПРС по РРФСР.
У липні 1959 — березні 1961 року — 2-й секретар Новгородського обласного комітету КПРС.
10 березня 1961 — 18 січня 1966 року — голова виконавчого комітету Новгородської обласної ради депутатів трудящих.
Помер 18 січня 1966 року в місті Новгороді.

## Нагороди та відзнаки
- орден Вітчизняної війни ІІ ст.
- два ордени Червоної Зірки
- медаль «За взяття Будапешта» (1945)
- медаль «За трудову доблесть»
- медалі